# Ravar (Verwaltungsbezirk)
Ravar (persisch شهرستان راور) ist ein Schahrestan in der Provinz Kerman im Iran. Er enthält die Stadt Ravar, welche die Hauptstadt des Verwaltungsbezirks ist. 

## Demografie
Bei der Volkszählung 2016 betrug die Einwohnerzahl des Schahrestan 43.198. Die Alphabetisierung lag bei 90 Prozent der Bevölkerung. Knapp 55 Prozent der Bevölkerung lebten in urbanen Regionen.
| Zensusjahr | Einwohnerzahl |
| ---------- | ------------- |
| 2011       | 40.295        |
| 2016       | 43.198        |